# Unaire operatie
Een unaire operatie is een wiskundige operatie of bewerking waarvoor maar een operand of parameter nodig is. Unair hangt wat woordbetekenis betreft samen met het woord een. De unaire operatie staat daarbij tegenover de binaire operatie.
Vaak staat de unaire operator vóór de operand. Bij een aantal unaire operatoren achter elkaar, dat mogen dezelfde zijn, kunnen dan zonder dubbelzinnigheid de haakjes worden weggelaten en is de bewerkingsvolgorde van rechts naar links. Dat is hetzelfde als bij de functiecompositie.

## Voorbeelden
- De absolute waarde operatie is een unaire operatie op de reële en complexe getallen.
- De tegengestelde operatie {\displaystyle x\mapsto -x} op de reële en complexe getallen.
- De faculteit van de niet-negatieve gehele getallen.
- De goniometrische functies {\displaystyle \sin x,\cos x,\tan x,\cot x,\csc x} en {\displaystyle \sec x} op de reële getallen.
- De logische negatie van waarheidswaarden: {\displaystyle a=\neg b}.
- Een unaire operatie op een gegeven verzameling {\displaystyle S}, in feite een functie {\displaystyle S\to S}, wordt een endomorfisme op {\displaystyle S} genoemd.

Sommige bewerken zijn niet werkelijk unair, maar een van de operanden wordt vaak niet geschreven:
- Worteltrekken van reële getallen - de parameter 2 wordt weggelaten.
- De logaritme {\displaystyle \ln x} en {\displaystyle \log x} op de reële getallen - de parameter 2 of 10 wordt weggelaten.